# Józef Kubisz
Józef Kubisz (14. března 1885, Konská – 6. listopadu 1940, Chicago) byl rakousko-uherský diplomat v USA, v letech 1919–1933 zastával funkci polského konzula v New Yorku, Pittsburghu a Chicagu.

## Životopis
Józef Kubisz se narodil v Konské 6, dnes součást města Třinec, v rolnické rodině. Na tomto území se v současné době nachází areál firmy Třinecké železárny. Byl synem chalupníka Pawła Kubisze (1831–?) a Ewy Zielina (1851–1928). Jeho dědeček Paweł Kubisz (1801–?) byl starostou obce Konská. Byl pokřtěn 19. března 1885 v luterském Ježíšově kostele v Těšíně. Po ukončení obecné a měšťanské školy v Konské studoval pět let na polském gymnáziu v Těšíně. Sloužil jako dobrovolník v Rakousko-uherském námořnictvu. Byl rakousko-uherským diplomatem ve Spojených státech.
V roce 1919 byl přijat do polské konzulární služby a pracoval mj. v New Yorku, Pittsburghu a Chicagu. Před odjezdem do USA bydlel ve Varšavě. Dle imigračních záznamů USA byl jeho příjezd dne 2. června 1919 (Loď Canada z Marseilles do New Yorku). V roce 1930, podle záznamů sčítaní lidu v USA, bydlel v Pittsburghu (městská čtvrť 1-250). Do Polska se vrátil v roce 1933 kde pracoval na Ministerstvu pošt a telegrafů ve Varšavě (do roku 1939). Zemřel 6. listopadu 1940 v Chicagu ve věku 55 let a byl pohřben 11. listopadu 1940 na hřbitově Saint Adalbert Catholic Cemetery v Niles, Cook County. Hrob Józefa Kubisze je neznámý.
O osobním životě Józefa Kubisze se toho moc neví, neměl děti, a proto nejsou žádní přímí potomci, kteří by na něj vzpomínali. Přípona jména "Fabon" je označení pro příslušnou rodinnou větev Kubiszů. V letech 1885–1914 navštěvovalo školu v Konské 60 žáků s příjmením Kubisz. Měl pět vlastních sourozenců a osm nevlastních, většina se nedožila dospělosti. Jeho nevlastním bratrem byl Jerzy Kubisz (1862–1939), polský pedagog a společenský činitel. Oba bratři jsou uvedení jako významné osobnosti v „Polskim słowniku biograficznym”. Oženil se s Helen E Hojka (6. ledna 1895, Chicago – 16. června 1967, Evergreen Park), jež byla potomkem polských emigrantů do USA. Svatba proběhla dne 19. května 1925 v Cook County. Manželství Józefa a Helen Kubisz zůstalo bezdětné. Helen E Hojka Kubisz zemřela o 27 let později 16. června 1967. S největší pravděpodobností se již podruhé nevdala, její náhrobní epitaf zní – "Helen E Kubisz / Wife of Joseph / 1967". Byla pohřbena na stejném hřbitově - Saint Adalbert Catholic Cemetery.

### Konská 6 – rodný dům Józefa Kubisze

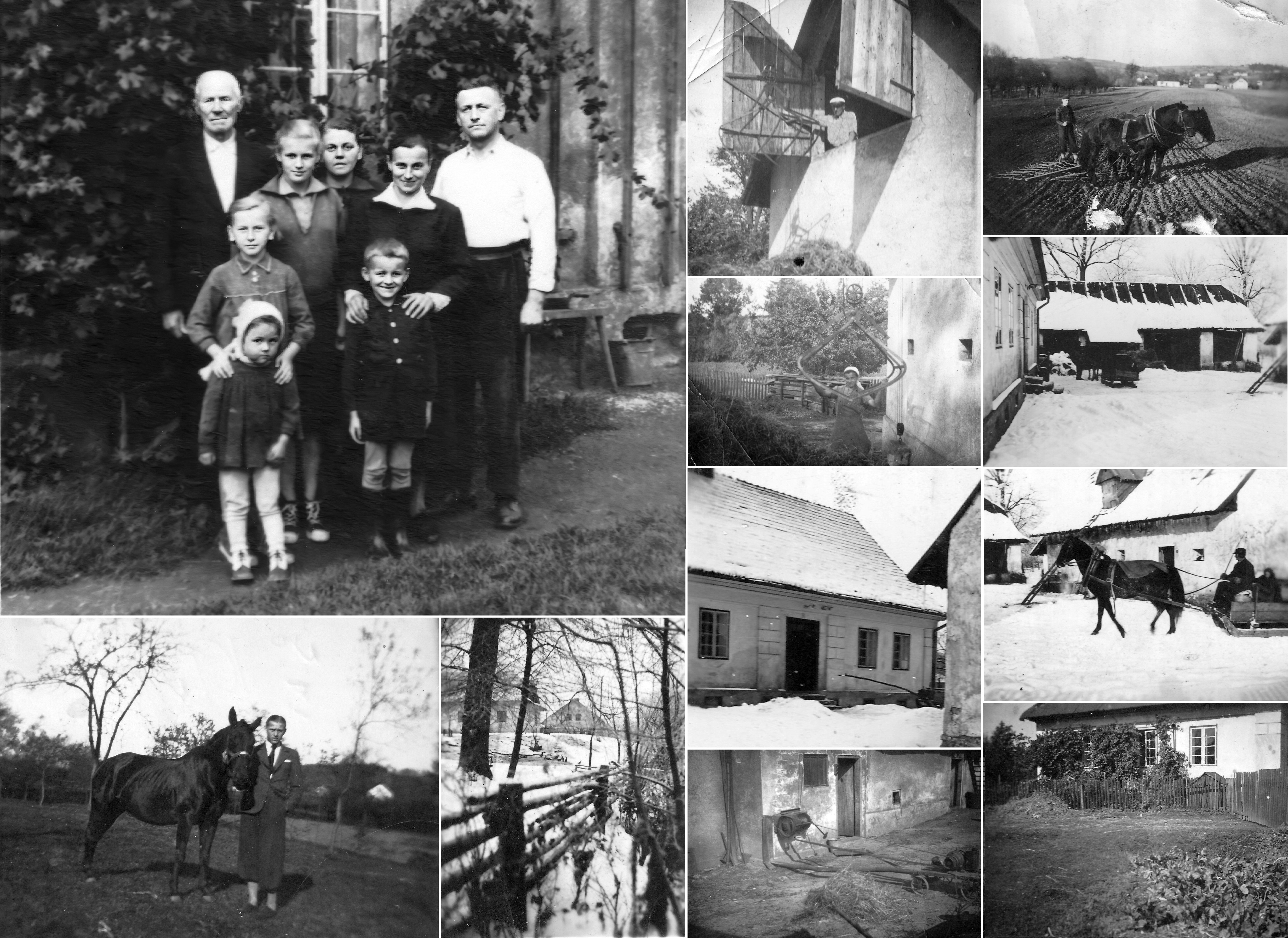
Konská 6, Jan Kubisz (1877–1972), bratr Józefa Kubisze a Karol Kubisz (1911–1972).

Jednalo se o hospodářství se třemi stavebními objekty (dům, stodola a chlév) v zaniklé části obce Konská  a okolními pozemky o rozloze cca 7,5 ha. Dům se nacházel u přítoku potoka Neborůvky do  řeky Olzy v sousedství zaniklého zámku v Konské. V rámci rozšíření Železáren (tehdy - V. M. Molotovova , Národního podniku, Třinec) byla přibližně polovina pozemků v roce 1957 vykoupená a rodina Kubiszů si pořídila jiný dům v blízkém okolí. Původní hospodářství, historická část a centrum obce zcela zaniklo, koryto potoka Neborůvky bylo změněno. Dům se nacházel na lokaci: 49°42′5,02″ s. š., 18°38′7,3″ v. d.

## Galerie

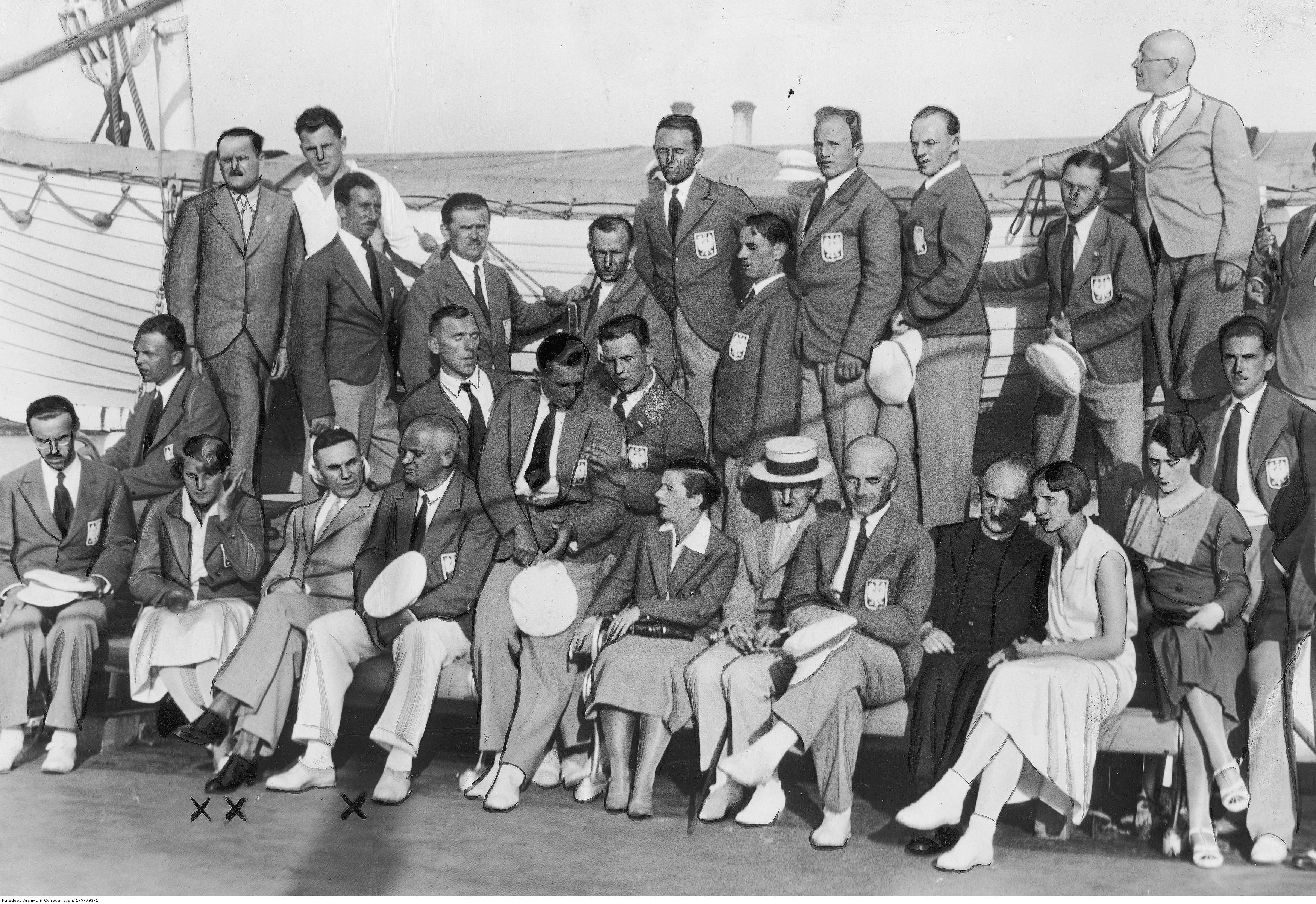
Skupina polských olympioniků (1932) mj.  generál Stanisław Rouppert (x) a polský konzul v New Yorku Józef Kubisz (xx).
Nedatovaná fotografie v roce 1929 v Kalifornii, Józef Kubisz (2. zprava), Helen E Hojka Kubisz (uprostřed).
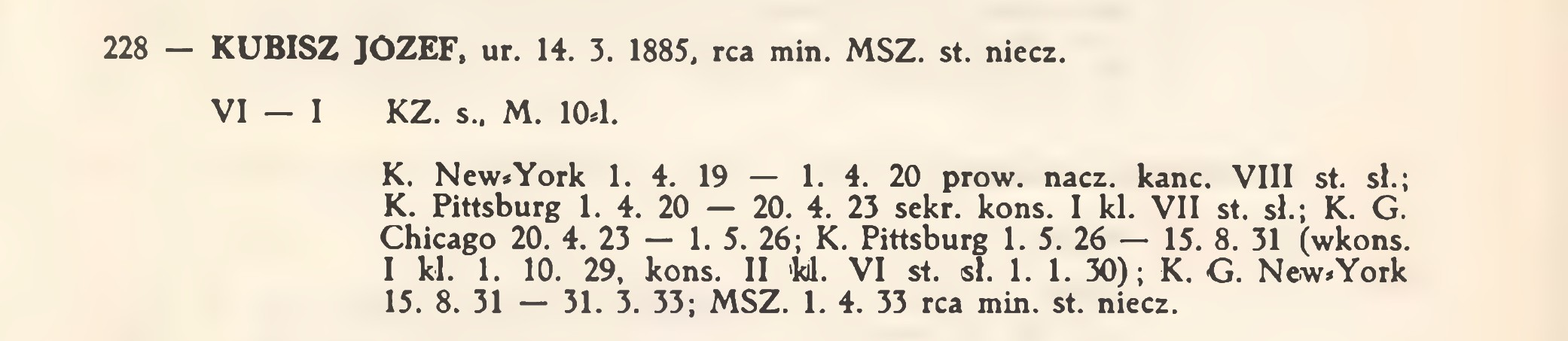
Konzulární služba Józefa Kubisze v letech 1919–1933 v USA.
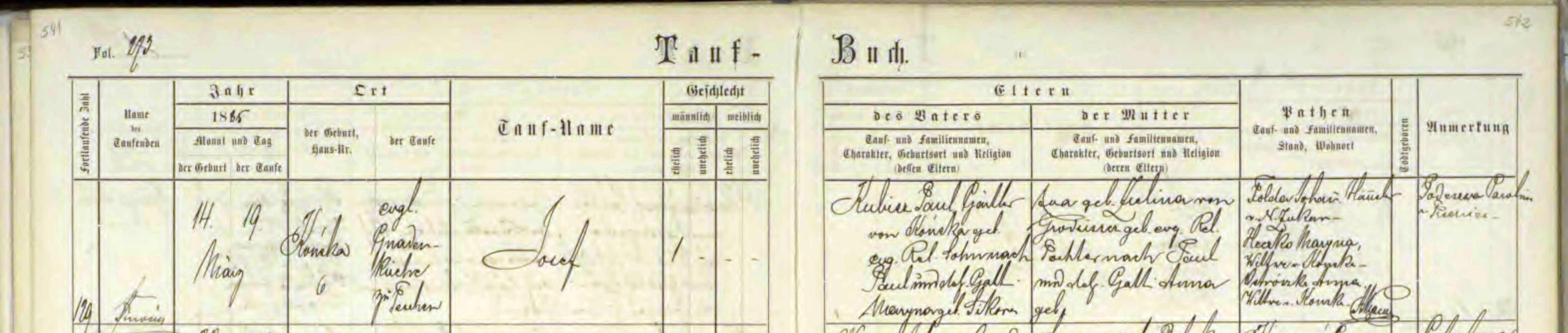
Matriční záznam - narození.
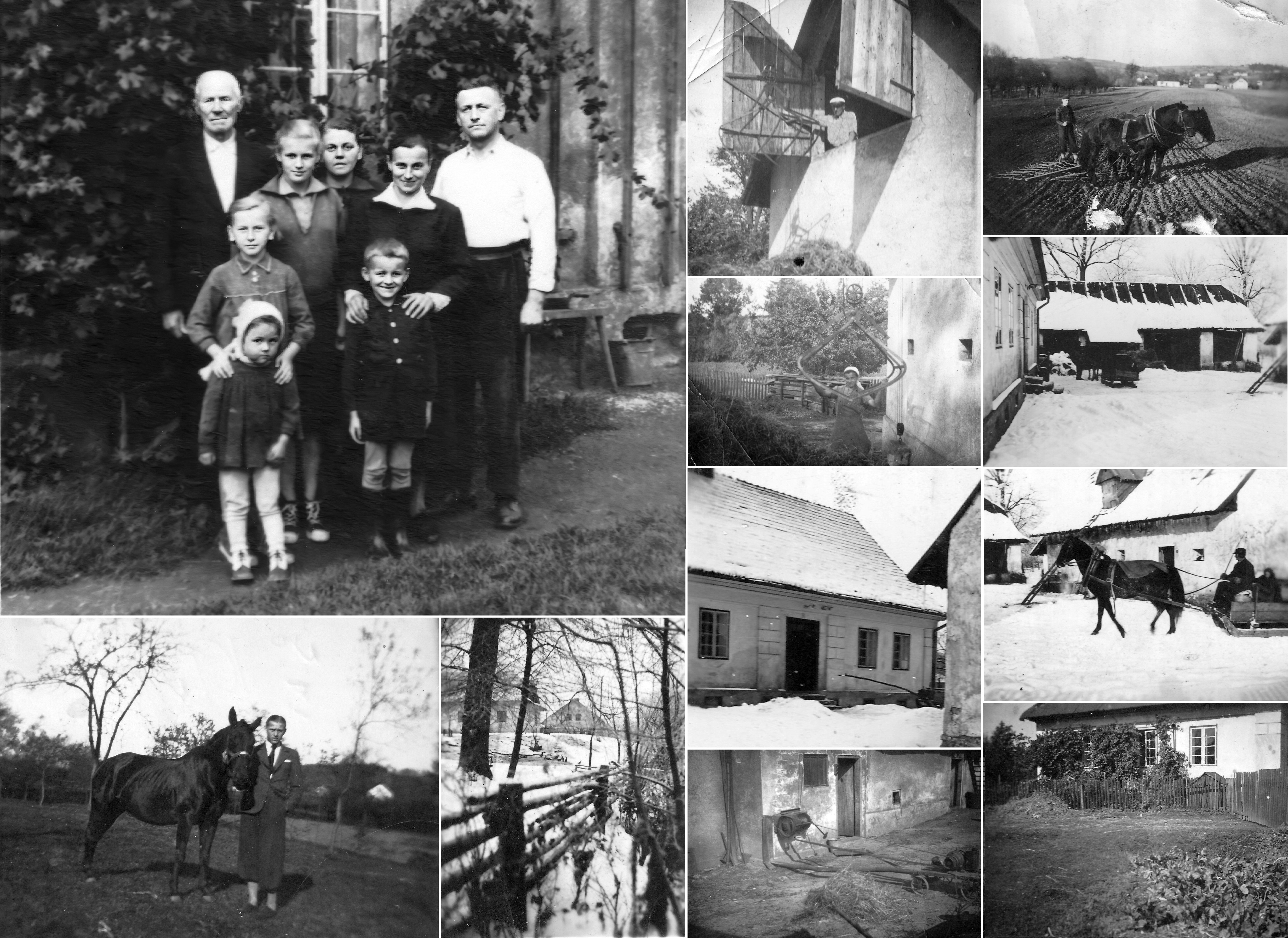
Konská 6, Jan Kubisz (1877–1972), bratr Józefa Kubisze a Karol Kubisz (1911–1972).
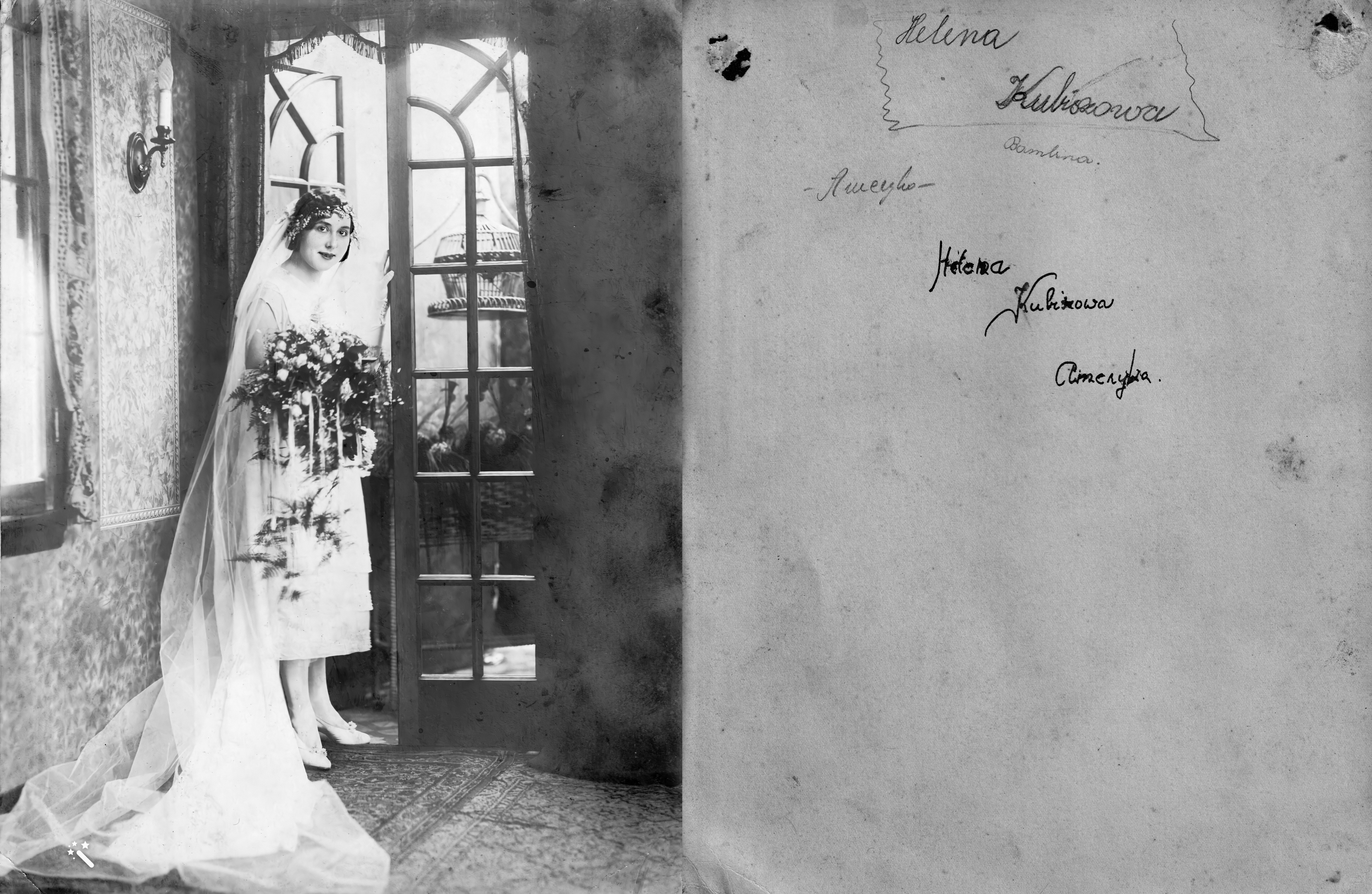
Helen E Hojka Kubisz (1895–1967)
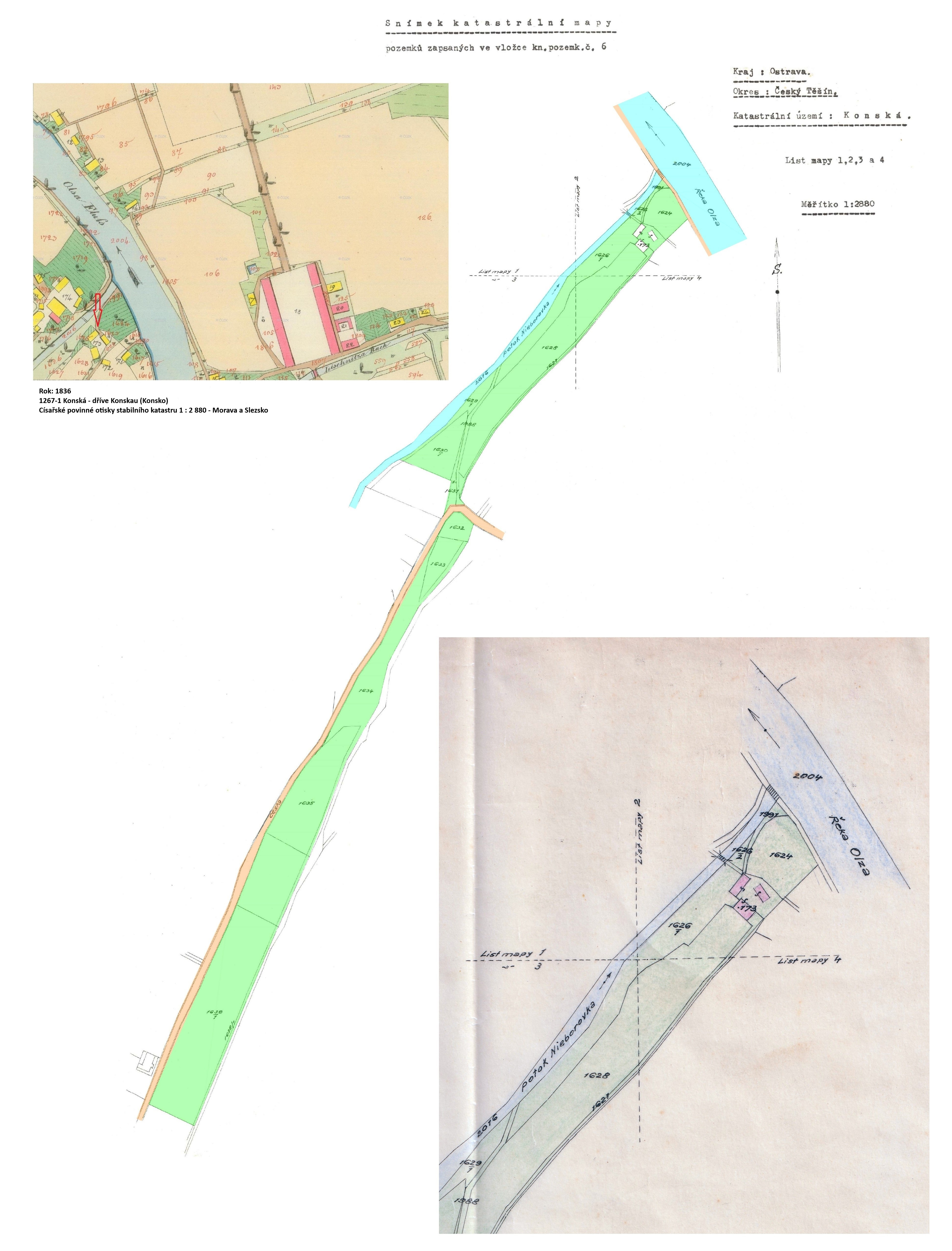
Mapa - Konská 6.

### Zdroje
- Informace a fotografie rodiny Kubisz.
- Polski słownik biograficzny. T. 16 / [kom. red. Bogusław Leśnodorski i in.]. - Wrocław [i in.], 1971, s. 32-33.
- Golec Józef, Bojda Stefania: Słownik biograficzny Ziemi Cieszyńskiej. T. 2. - Cieszyn, 1995, s. 113.
- Leksykon Polaków w Republice Czeskiej i Republice Słowackiej. T. 4 / red. nauk. Zenon Jasiński, Bogdan Cimała. - Opole, 2015, s. 148.
- Klub Urzędników Polskiej Służby Zagranicznej. Rocznik Służby Zagranicznej Rzeczypospolitej Polskiej według stanu na 1 kwietnia 1933 r. , s. 43.
- Michael Morys-Twarowski. Poszukiwania genealogiczne na Śląsku Cieszyńskim, Kubisz – genealogia.
- FamilySearch - genealogické záznamy: online rodokmen.